# Oued Zem
Oued Zem är en stad i Marocko och är belägen i provinsen Khouribga som är en del av regionen Béni Mellal-Khénifra. Folkmängden uppgick till 95 267 invånare vid folkräkningen 2014.